# 이와다테 나오
이와다테 나오(일본어: 岩舘 直, 1988년 8월 17일 ~ )는 일본의 축구 선수이다.